# Blosis
Els Blosis (en llatí Blosii) van ser dos germans de Campània membres de la coneguda família local dels Blosi.
Van encapçalar un intent de revolta contra els romans i a favor dels cartaginesos d'Hanníbal l'any 210 aC, però la conspiració va ser descoberta i avortada, i els dos germans i els seus còmplices van ser condemnats i executats.